# Lirceus louisianae
Lirceus louisianae és una espècie de crustaci isòpode pertanyent a la família dels asèl·lids.

## Distribució geogràfica
Es troba a Nord-amèrica: Illinois, Arkansas, Missouri i Louisiana (els Estats Units).